# دومینیک آدیا
دومینیک آدیا (انگلیسی: Dominic Adiyiah؛ زادهٔ ۲۹ نوامبر ۱۹۸۹) یک بازیکن فوتبال اهل غنا است.

## باشگاهی
از باشگاه‌هایی که در آن بازی کرده‌است می‌توان به Fredrikstad, آ.ث. میلان, رجینا.,پارتیزان, آرسنال کیف اشاره کرد.

## تیم ملی
وی همچنین در تیم ملی فوتبال غنا بازی کرده‌است. 